# آندسیلنیک اسید
آندسیلنیک اسید (به انگلیسی: Undecylenic acid) یک ترکیب شیمیایی با شناسه پاب‌کم ۵۶۳۴ است.